# Sant Miquel del Corb

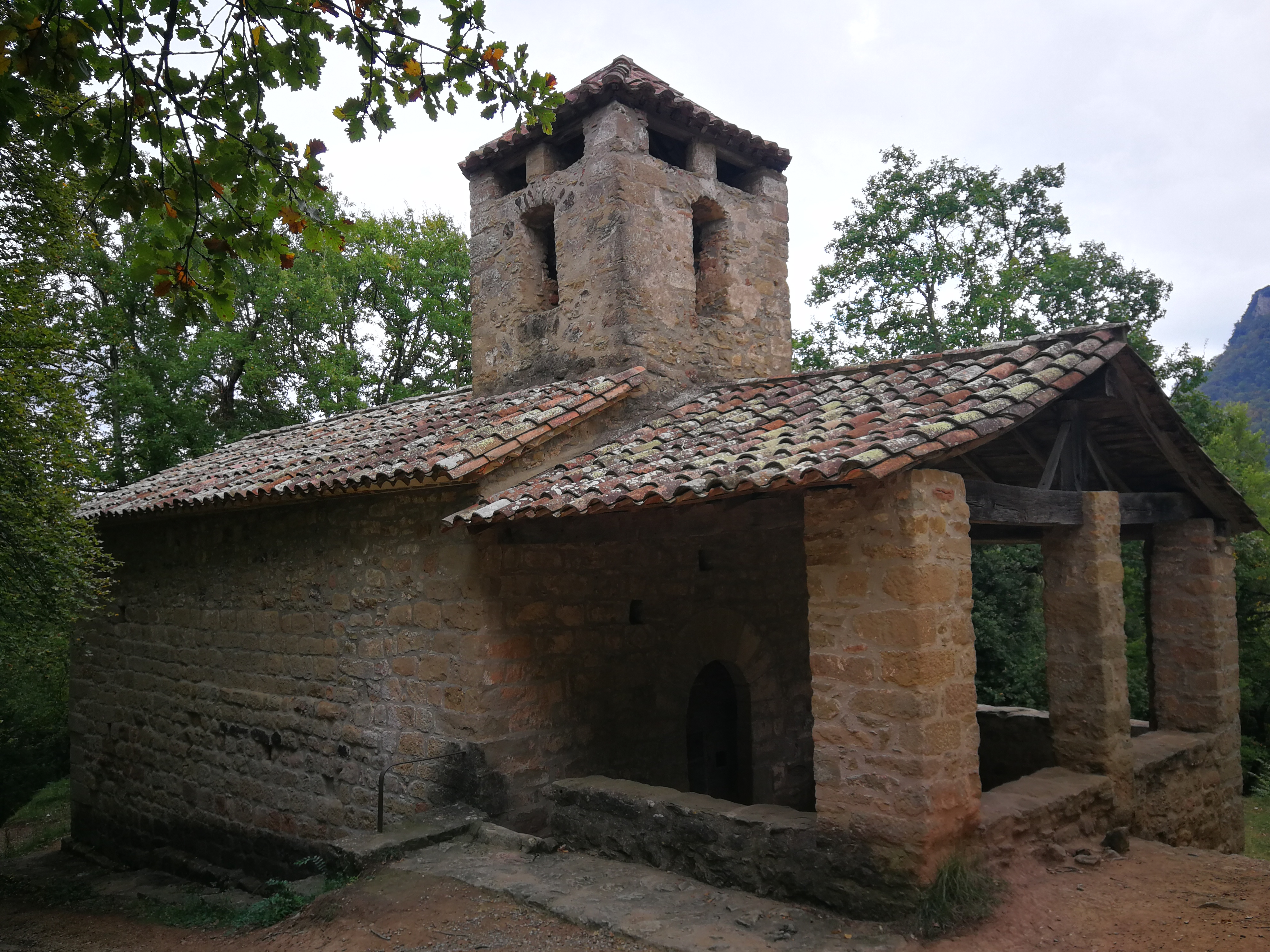
Sant Miquel de Corb (Von Westen)

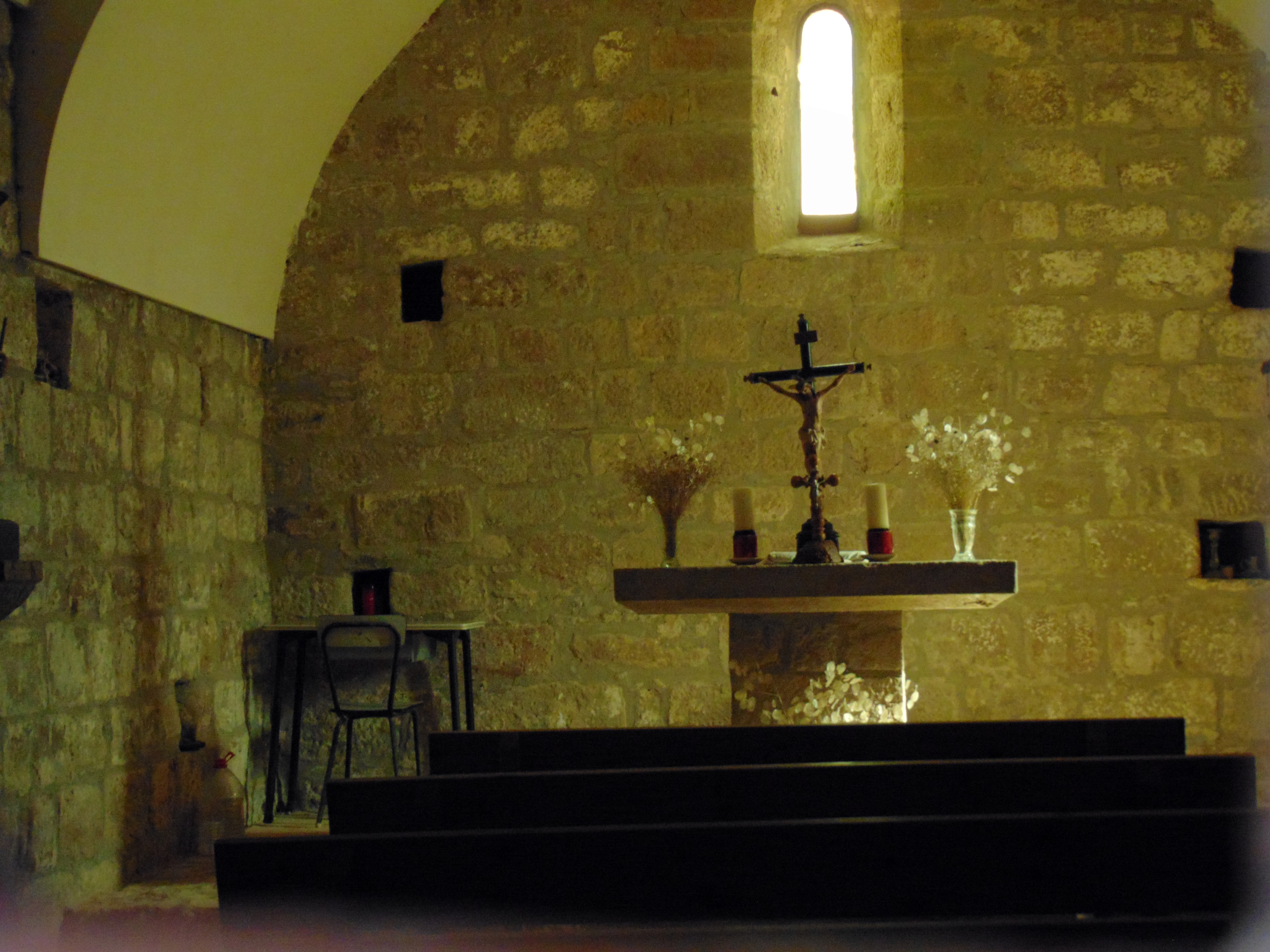
Sant Miquel de Corb (Innen)

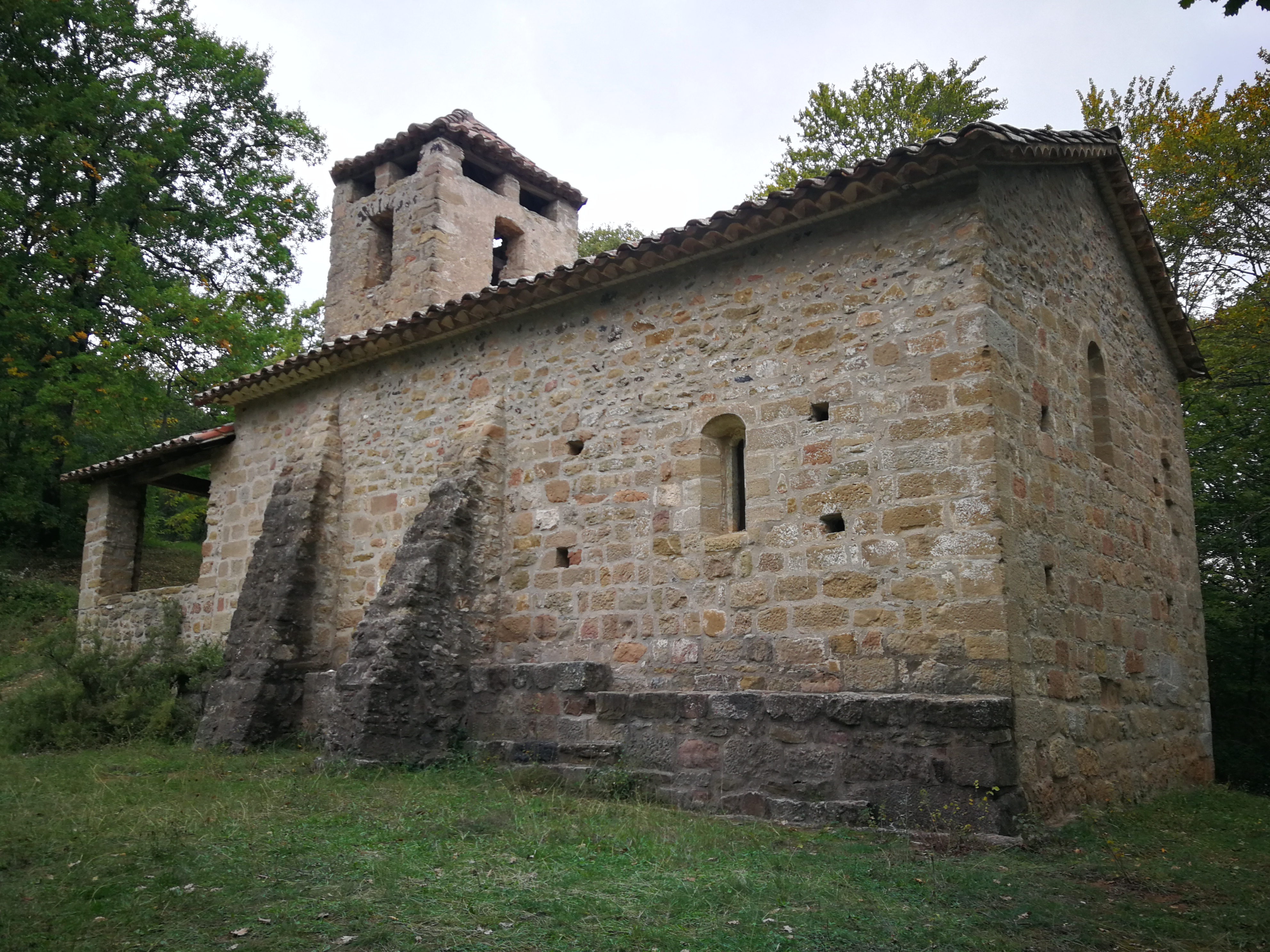
Sant Miquel de Corb (Südseite)

Sant Miquel del Corb ist eine frühromanische Kirche in der Gemarkung der Gemeinde Les Preses in der Garrotxa (Provinz Girona, Katalonien) an den Nordhängen der Sierra del Corb, die im Inventari del Patrimoni Arquitectònic Català („Verzeichnis des architektonischen Kulturerbes Kataloniens “) verzeichnet ist.

## Beschreibung
Die Kapelle weist ein einziges Kirchenschiff auf, das von einem Tonnengewölbe gedeckt ist. Im 18. Jahrhundert wurde das Dach angehoben. Die Zugangstür befindet sich an der Westfassade und ist durch einen Vorbau geschützt. Der Glockenturm trägt ein vierseitiges Dach und wird über die Westfassade gestützt. Ursprünglich war dieser Glockenturm nur als Glockenwand mit zwei Öffnungen ausgeführt. Die Außenwand der Südseite wird von zwei Strebepfeilern gestützt.

## Geschichte
Die erste Erwähnung der „villares que vocant Corbos“ datiert auf das Jahr 957, als die edle Dame Ricarda umfangreiche Besitzungen an das Kloster Sant Benet del Bages überschrieb. Die Ursprünge der Kirche sind eventuell sogar vorromanisch. Das heutige Bauwerk stammt aus romanischer Zeit und wurde im 18. Jahrhundert umgebaut. Unter anderem wurde in dieser Zeit der Vorbau über dem Westeingang errichtet. Ein Eckstein mit der Aufschrift „Joseph Camps paborere de Sant Miquel, 1806“ weist auf noch spätere Überarbeitungen des Bauwerkes hin. Die Kirche wurde letztmals in den Jahren 1984 bis 1986 grundlegend renoviert.